# Gottlieb Gerhard Titius
Gottlieb Gerhard Titius ou également Gottlieb Gerhard Tietz (1661-1714), est un jurisconsulte allemand.

## Biographie
Né à Nordhausen, il est nommé en 1709 professeur de droit à l'Université de Leipzig, en 1710 conseiller au tribunal de Dresde, et en 1713 assesseur au tribunal de Leipzig. 
Il introduit dans l'enseignement du droit une méthode plus philosophique, et rédige des ouvrages savants, dont : 
- Diss. De fictionum Romanarum natura et inconcinnitate, Leipzig 1694
- Diss. De jure metallorum, Leipzig 1695
- Specimen juris publici Rom. Germ., Leipzig 1698
- Das Deutsche Lehnrecht, durch kurze und deutliche Sätze vorgestellt, Leipzig 1699
- Eine Probe des deutschen geistlichen Rechts, zum Gebrauch protestantischer Staaten, Leipzig 1701
- De officio hominis et civis iuxta legem naturalem libri duo, Leipzig 1709
- Observationes in Pufendorffii libros II de officiis hominis et civis, Leipzig 1703
- Juris privati Rom Germ. Ex omnibus suis patribus compositi libri XII, Leipzig 1709-1724

## Source
Marie-Nicolas Bouillet  et Alexis Chassang (dir.), « Gottlieb Gérard Titius » dans Dictionnaire universel d’histoire et de géographie, 1878 (lire sur Wikisource)